# Giải vô địch bóng đá U-21 châu Âu
Giải vô địch bóng đá U-21 châu Âu là giải đấu dành cho các đội tuyển U21, được tổ chức 2 năm 1 lần bởi Liên đoàn bóng đá châu Âu từ năm 1978. Tiền thân của giải đấu là giải U23 Challenge Cup được diễn ra từ 1967 tới 1970. Sau đó, giải đấu U23 châu Âu được tổ chức từ năm 1972.
Giới hạn độ tuổi được giảm xuống 21 như ngày nay bắt đầu từ giải đấu năm 1978. Tuy nhiên, giới hạn tuổi này được tính từ khi vòng loại của giải đấu bắt đầu, 2 năm trước khi vòng chung kết diễn ra. Như vậy, các cầu thủ khi đã 23 tuổi vẫn có thể tham dự giải đấu này, mặc dù tên gọi là U-21 nhưng về bản chất thì là giải U-23 châu Âu.
Giải đấu này cũng đồng thời là vòng loại môn bóng đá nam Olympic khu vực Châu Âu. Giải đấu này là nơi chắp cánh cho những ngôi sao Thế giới sau này, có thể kể đến như Iker Casillas, Luís Figo, Francesco Totti, Fabio Cannavaro, Pirlo, Ozil, Hummels, Muller...
Lần gần nhất giải đấu được tổ chức là năm 2021 tại Hungary và Slovenia. Tại giải đấu đó, U21 Đức đã lên ngôi vô địch sau chiến thắng tối thiểu trước U21 Bồ Đào Nha. 

## Lịch sử

### Giải đấu U-23 (1972–1976)
Chỉ được tổ chức 3 lần trước khi UEFA tổ chức giải U-21.
| 1972 | – | · Tiệp Khắc | 5–3 （2–2；3–1） | · Liên Xô  | Bulgaria & Hy Lạp | Bulgaria & Hy Lạp | Bulgaria & Hy Lạp | 8 (23) |
| 1974 | – | · Hungary   | 6–3 （2–3；4–0） | · Đông Đức | Ba Lan & Liên Xô  | Ba Lan & Liên Xô  | Ba Lan & Liên Xô  | 8 (21) |
| 1976 | – | · Liên Xô   | 3–2 （1–1；2–1） | · Hungary  | Hà Lan & Nam Tư   | Hà Lan & Nam Tư   | Hà Lan & Nam Tư   | 8 (23) |

### Giải đấu U-21 (1978–nay)
| 1978 | –                  | · Nam Tư      | 5–4 （1–0；4–4）          | · Đông Đức             | Bulgaria & Anh              | Bulgaria & Anh              | Bulgaria & Anh              | 8 (24)  |
| 1980 | –                  | · Liên Xô     | 1–0 （0–0；1–0）          | · Đông Đức             | Anh & Nam Tư                | Anh & Nam Tư                | Anh & Nam Tư                | 8 (25)  |
| 1982 | –                  | · Anh         | 5–4 （3–1；2–3）          | · Tây Đức              | Scotland & Liên Xô          | Scotland & Liên Xô          | Scotland & Liên Xô          | 8 (26)  |
| 1984 | –                  | · Anh         | 3-0 (1-0; 2-0)            | · Tây Ban Nha          | Ý & Nam Tư                  | Ý & Nam Tư                  | Ý & Nam Tư                  | 8 (30)  |
| 1986 | –                  | · Tây Ban Nha | 3–3（3–0 p） （1–2；2–1） | · Ý                    | Anh & Hungary               | Anh & Hungary               | Anh & Hungary               | 8 (29)  |
| 1988 | –                  | · Pháp        | 3–0 （0–0；3–0）          | · Hy Lạp               | Anh & Hà Lan                | Anh & Hà Lan                | Anh & Hà Lan                | 8 (30)  |
| 1990 | –                  | · Liên Xô     | 7–3 （4–2；3–1）          | · Nam Tư               | Ý & Thụy Điển               | Ý & Thụy Điển               | Ý & Thụy Điển               | 8 (30)  |
| 1992 | –                  | · Ý           | 2–1 （2–0；0–1）          | · Thụy Điển            | Đan Mạch & Scotland         | Đan Mạch & Scotland         | Đan Mạch & Scotland         | 8 (32)  |
| 1994 | Pháp               | · Ý           | 1–0 （h.p）               | · Bồ Đào Nha           | · Tây Ban Nha               | 2–1                         | · Pháp                      | 8 (32)  |
| 1996 | Tây Ban Nha        | · Ý           | 1–1（h.p） 4–2（p）       | · Tây Ban Nha          | · Pháp                      | 1–0                         | · Scotland                  | 8 (44)  |
| 1998 | Romania            | · Tây Ban Nha | 1–0                       | · Hy Lạp               | · Na Uy                     | 2–0                         | · Hà Lan                    | 8 (46)  |
| 2000 | Slovakia           | · Ý           | 2–1                       | · Séc                  | · Tây Ban Nha               | 1–0                         | · Slovakia                  | 8 (47)  |
| 2002 | Thụy Sĩ            | · Séc         | 0–0（h.p） 3–1（p）       | · Pháp                 | Ý & Thụy Sĩ                 | Ý & Thụy Sĩ                 | Ý & Thụy Sĩ                 | 8 (47)  |
| 2004 | Đức                | · Ý           | 3–0                       | · Serbia và Montenegro | · Bồ Đào Nha                | 3–2（h.p）                  | · Thụy Điển                 | 8 (48)  |
| 2006 | Bồ Đào Nha         | · Hà Lan      | 3–0                       | · Ukraina              | Pháp & Serbia và Montenegro | Pháp & Serbia và Montenegro | Pháp & Serbia và Montenegro | 8 (51)  |
| 2007 | Hà Lan             | · Hà Lan      | 4–1                       | · Serbia               | Bỉ & Anh                    | Bỉ & Anh                    | Bỉ & Anh                    | 8 (51)  |
| 2009 | Thụy Điển          | · Đức         | 4–0                       | · Anh                  | Ý & Thụy Điển               | Ý & Thụy Điển               | Ý & Thụy Điển               | 8 (52)  |
| 2011 | Đan Mạch           | · Tây Ban Nha | 2–0                       | · Thụy Sĩ              | · Belarus                   | 1–0                         | · Séc                       | 8 (53)  |
| 2013 | Israel             | · Tây Ban Nha | 4–2                       | · Ý                    | Hà Lan & Na Uy              | Hà Lan & Na Uy              | Hà Lan & Na Uy              | 8 (53)  |
| 2015 | Cộng hòa Séc       | · Thụy Điển   | 0–0（h.p） 4–3（p）       | · Bồ Đào Nha           | Đan Mạch & Đức              | Đan Mạch & Đức              | Đan Mạch & Đức              | 8 (53)  |
| 2017 | Ba Lan             | · Đức         | 1–0                       | · Tây Ban Nha          | Anh & Ý                     | Anh & Ý                     | Anh & Ý                     | 12 (53) |
| 2019 | Ý · San Marino     | · Tây Ban Nha | 2–1                       | · Đức                  | Pháp & România              | Pháp & România              | Pháp & România              | 12 (55) |
| 2021 | Hungary · Slovenia | · Đức         | 1–0                       | · Bồ Đào Nha           | Hà Lan và Tây Ban Nha       | Hà Lan và Tây Ban Nha       | Hà Lan và Tây Ban Nha       | 16 (55) |
| 2023 | Romania · Gruzia   | · Anh         | 1–0                       | · Tây Ban Nha          | Israel và Ukraina           | Israel và Ukraina           | Israel và Ukraina           | 16 (54) |
| 2025 | Slovakia           |               |                           |                        |                             |                             |                             |         |
| 2027 | Albania · Serbia   |               |                           |                        |                             |                             |                             |         |

### Thành tích của các đội
| Đội         | Vô địch                          | Á quân                     | Hạng ba        | Hạng tư  | Bán kết                                |
| ----------- | -------------------------------- | -------------------------- | -------------- | -------- | -------------------------------------- |
| Tây Ban Nha | 5 (1986, 1998, 2011, 2013, 2019) | 4 (1984, 1996, 2017, 2023) | 2 (1994, 2000) | –        | 1 (2021)                               |
| Ý           | 5 (1992, 1994, 1996, 2000, 2004) | 2 (1986, 2013)             | –              | –        | 5 (1984, 1990, 2002, 2009, 2017)       |
| Đức         | 3 (2009, 2017, 2021)             | 4 (1978, 1980, 1982, 2019) | –              | –        | 1 (2015)                               |
| Anh         | 3 (1982, 1984, 2023)             | 1 (2009)                   | –              | –        | 6 (1978, 1980, 1986, 1988, 2007, 2017) |
| Hà Lan      | 2 (2006, 2007)                   | –                          | –              | 1 (1998) | 3 (1988, 2013, 2021)                   |
| Nga         | 2 (1980, 1990)                   | –                          | –              | –        | 1 (1982)                               |
| Serbia      | 1 (1978)                         | 3 (1990, 2004, 2007)       | –              | –        | 3 (1980, 1984, 2006)                   |
| Pháp        | 1 (1988)                         | 1 (2002)                   | 1 (1996)       | 1 (1994) | 2 (2006, 2019)                         |
| Thụy Điển   | 1 (2015)                         | 1 (1992)                   | –              | 1 (2004) | 2 (1990, 2009)                         |
| Séc         | 1 (2002)                         | 1 (2000)                   | –              | 1 (2011) | –                                      |
| Bồ Đào Nha  | –                                | 3 (1994, 2015, 2021)       | 1 (2004)       | –        | –                                      |
| Hy Lạp      | –                                | 2 (1988, 1998)             | –              | –        | –                                      |
| Ukraina     | –                                | 1 (2006)                   | –              | –        | 1 (2023)                               |
| Thụy Sĩ     | –                                | 1 (2011)                   | –              | –        | 1 (2002)                               |
| Na Uy       | –                                | –                          | 1 (1998)       | –        | 1 (2013)                               |
| Belarus     | –                                | –                          | 1 (2011)       | –        | –                                      |
| Scotland    | –                                | –                          | –              | 1 (1996) | 2 (1982, 1992)                         |
| Slovakia    | –                                | –                          | –              | 1 (2000) | –                                      |
| Đan Mạch    | –                                | –                          | –              | –        | 2 (1992, 2015)                         |
| Bulgaria    | –                                | –                          | –              | –        | 1 (1978)                               |
| Hungary     | –                                | –                          | –              | –        | 1 (1986)                               |
| Bỉ          | –                                | –                          | –              | –        | 1 (2007)                               |
| România     | –                                | –                          | –              | –        | 1 (2019)                               |
| Israel      | –                                | –                          | –              | –        | 1 (2023)                               |

1. ↑  Bao gồm thành tích của cả Tây Đức và Đông Đức
2. ↑  Bao gồm thành tích của cả Liên Xô
3. ↑  Bao gồm thành tích của cả Nam Tư và Serbia & Montenegro

## Các quốc gia tham dự
| - 1st – Vô địch - 2nd – Á quân - 3rd – Hạng 3 - 4th – Hạng 4 - SF – Bán kết | - QF – Tứ kết - GS – Vòng bảng - q – Đã vượt qua vòng loại - – Chủ nhà | - • – Không vượt qua vòng loại - × – Không tham dự - × – Rút lui |

| Đội tuyển     | 1978                   | 1980                   | 1982                   | 1984                   | 1986                   | 1988                   | 1990                   | 1992                   | 1994                   | 1996             | 1998             | 2000             | 2002             | 2004             | 2006             | 2007             | 2009             | 2011             | 2013             | 2015             | 2017             | 2019             | 2021             | 2023             | 2025             | Tham dự |
| ------------- | ---------------------- | ---------------------- | ---------------------- | ---------------------- | ---------------------- | ---------------------- | ---------------------- | ---------------------- | ---------------------- | ---------------- | ---------------- | ---------------- | ---------------- | ---------------- | ---------------- | ---------------- | ---------------- | ---------------- | ---------------- | ---------------- | ---------------- | ---------------- | ---------------- | ---------------- | ---------------- | ------- |
| Albania       | ×                      | ×                      | ×                      | QF                     | •                      | •                      | •                      | •                      | •                      | ×                | •                | •                | •                | •                | •                | •                | •                | •                | •                | •                | •                | •                | •                | •                | •                | 1       |
| Áo            | •                      | ×                      | •                      | •                      | •                      | •                      | •                      | •                      | •                      | •                | •                | •                | •                | •                | •                | •                | •                | •                | •                | •                | •                | GS               | •                | •                | •                | 1       |
| Belarus       | Một phần của Liên Xô   | Một phần của Liên Xô   | Một phần của Liên Xô   | Một phần của Liên Xô   | Một phần của Liên Xô   | Một phần của Liên Xô   | Một phần của Liên Xô   | Một phần của Liên Xô   | ×                      | •                | •                | •                | •                | GS               | •                | •                | GS               | 3rd              | •                | •                | •                | •                | •                | •                | •                | 3       |
| Bỉ            | •                      | •                      | •                      | •                      | •                      | •                      | •                      | •                      | •                      | •                | •                | •                | GS               | •                | •                | SF               | •                | •                | •                | •                | •                | GS               | •                | GS               | •                | 4       |
| Bulgaria      | SF                     | •                      | •                      | •                      | •                      | •                      | QF                     | •                      | •                      | •                | •                | •                | •                | •                | •                | •                | •                | •                | •                | •                | •                | •                | •                | •                | •                | 2       |
| Croatia       | Một phần của Nam Tư    | Một phần của Nam Tư    | Một phần của Nam Tư    | Một phần của Nam Tư    | Một phần của Nam Tư    | Một phần của Nam Tư    | Một phần của Nam Tư    | ×                      | ×                      | •                | •                | GS               | •                | GS               | •                | •                | •                | •                | •                | •                | •                | GS               | QF               | GS               | •                | 5       |
| Séc1          | QF                     | QF                     | •                      | •                      | •                      | QF                     | QF                     | QF                     | QF                     | QF               | •                | 2nd              | 1st              | •                | •                | GS               | •                | 4th              | •                | GS               | GS               | •                | GS               | GS               | q                | 16      |
| Đan Mạch      | QF                     | •                      | •                      | •                      | QF                     | •                      | •                      | SF                     | •                      | •                | •                | •                | •                | •                | GS               | •                | •                | GS               | •                | SF               | GS               | GS               | QF               | •                | q                | 10      |
| Đông Đức      | 2nd                    | 2nd                    | •                      | •                      | •                      | •                      | •                      | Một phần của Đức       | Một phần của Đức       | Một phần của Đức | Một phần của Đức | Một phần của Đức | Một phần của Đức | Một phần của Đức | Một phần của Đức | Một phần của Đức | Một phần của Đức | Một phần của Đức | Một phần của Đức | Một phần của Đức | Một phần của Đức | Một phần của Đức | Một phần của Đức | Một phần của Đức | Một phần của Đức | 2       |
| Anh           | SF                     | SF                     | 1st                    | 1st                    | SF                     | SF                     | •                      | •                      | •                      | •                | •                | GS               | GS               | •                | •                | SF               | 2nd              | GS               | GS               | GS               | SF               | GS               | GS               | 1st              | q                | 18      |
| Phần Lan      | •                      | •                      | •                      | •                      | •                      | •                      | •                      | •                      | •                      | •                | •                | •                | •                | •                | •                | •                | GS               | •                | •                | •                | •                | •                | •                | •                | q                | 2       |
| Pháp          | •                      | •                      | QF                     | QF                     | QF                     | 1st                    | •                      | •                      | 4th                    | 3rd              | •                | •                | 2nd              | •                | SF               | •                | •                | •                | •                | •                | •                | SF               | QF               | QF               | q                | 12      |
| Gruzia        | Một phần của Liên Xô   | Một phần của Liên Xô   | Một phần của Liên Xô   | Một phần của Liên Xô   | Một phần của Liên Xô   | Một phần của Liên Xô   | Một phần của Liên Xô   | ×                      | ×                      | •                | •                | •                | •                | •                | •                | •                | •                | •                | •                | •                | •                | •                | •                | QF               | q                | 2       |
| Đức2          | ×                      | ×                      | 2nd                    | •                      | •                      | •                      | QF                     | QF                     | •                      | QF               | QF               | •                | •                | GS               | GS               | •                | 1st              | •                | GS               | SF               | 1st              | 2nd              | 1st              | GS               | q                | 15      |
| Hy Lạp        | •                      | •                      | •                      | •                      | •                      | 2nd                    | •                      | •                      | QF                     | •                | 2nd              | •                | GS               | •                | •                | •                | •                | •                | •                | •                | •                | •                | •                | •                | •                | 4       |
| Hungary       | QF                     | QF                     | •                      | •                      | SF                     | •                      | •                      | •                      | •                      | QF               | •                | •                | •                | •                | •                | •                | •                | •                | •                | •                | •                | •                | GS               | •                | •                | 5       |
| Iceland       | ×                      | ×                      | ×                      | •                      | •                      | •                      | •                      | •                      | •                      | •                | •                | •                | •                | •                | •                | •                | •                | GS               | •                | •                | •                | •                | GS               | •                | •                | 2       |
| Israel        | Thành viên của OFC     | Thành viên của OFC     | Thành viên của OFC     | Thành viên của OFC     | Thành viên của OFC     | Thành viên của OFC     | Thành viên của OFC     | Thành viên của OFC     | •                      | •                | •                | •                | •                | •                | •                | GS               | •                | •                | GS               | •                | •                | •                | •                | SF               | •                | 3       |
| Ý             | QF                     | QF                     | QF                     | SF                     | 2nd                    | QF                     | SF                     | 1st                    | 1st                    | 1st              | •                | 1st              | SF               | 1st              | GS               | GS               | SF               | •                | 2nd              | GS               | SF               | GS               | QF               | GS               | q                | 23      |
| Hà Lan        | ×                      | •                      | •                      | •                      | •                      | SF                     | •                      | QF                     | •                      | •                | 4th              | GS               | •                | •                | 1st              | 1st              | •                | •                | SF               | •                | •                | •                | SF               | GS               | q                | 10      |
| Bắc Macedonia | Một phần của Nam Tư    | Một phần của Nam Tư    | Một phần của Nam Tư    | Một phần của Nam Tư    | Một phần của Nam Tư    | Một phần của Nam Tư    | Một phần của Nam Tư    | ×                      | ×                      | •                | •                | •                | •                | •                | •                | •                | •                | •                | •                | •                | GS               | •                | •                | •                | •                | 1       |
| Na Uy         | •                      | •                      | •                      | •                      | •                      | •                      | •                      | •                      | •                      | •                | 3rd              | •                | •                | •                | •                | •                | •                | •                | SF               | •                | •                | •                | •                | GS               | •                | 3       |
| Ba Lan        | •                      | •                      | QF                     | QF                     | QF                     | •                      | •                      | QF                     | QF                     | •                | •                | •                | •                | •                | •                | •                | •                | •                | •                | •                | GS               | GS               | •                | •                | q                | 8       |
| Bồ Đào Nha    | •                      | •                      | ×                      | •                      | •                      | •                      | •                      | •                      | 2nd                    | QF               | •                | •                | GS               | 3rd              | GS               | GS               | •                | •                | •                | 2nd              | GS               | •                | 2nd              | QF               | q                | 11      |
| România       | •                      | •                      | •                      | •                      | •                      | •                      | •                      | •                      | •                      | •                | QF               | •                | •                | •                | •                | •                | •                | •                | •                | •                | •                | SF               | GS               | GS               | q                | 5       |
| Nga3          | •                      | 1st                    | SF                     | •                      | •                      | •                      | 1st                    | •                      | QF                     | •                | QF               | •                | •                | •                | •                | •                | •                | •                | GS               | •                | •                | •                | GS               | ×                | ×                | 7       |
| Scotland      | •                      | QF                     | SF                     | QF                     | •                      | QF                     | •                      | SF                     | •                      | 4th              | •                | •                | •                | •                | •                | •                | •                | •                | •                | •                | •                | •                | •                | •                | •                | 6       |
| Serbia4       | 1st                    | SF                     | •                      | SF                     | •                      | •                      | 2nd                    | •                      | ×                      | ×                | •                | •                | •                | 2nd              | SF               | 2nd              | GS               | •                | •                | GS               | GS               | GS               | •                | •                | •                | 11      |
| Slovakia      | Một phần của Tiệp Khắc | Một phần của Tiệp Khắc | Một phần của Tiệp Khắc | Một phần của Tiệp Khắc | Một phần của Tiệp Khắc | Một phần của Tiệp Khắc | Một phần của Tiệp Khắc | Một phần của Tiệp Khắc | Một phần của Tiệp Khắc | •                | •                | 4th              | •                | •                | •                | •                | •                | •                | •                | •                | GS               | •                | •                | •                | q                | 3       |
| Slovenia      | Một phần của Nam Tư    | Một phần của Nam Tư    | Một phần của Nam Tư    | Một phần của Nam Tư    | Một phần của Nam Tư    | Một phần của Nam Tư    | Một phần của Nam Tư    | ×                      | ×                      | •                | •                | •                | •                | •                | •                | •                | •                | •                | •                | •                | •                | •                | GS               | •                | q                | 2       |
| Tây Ban Nha   | •                      | •                      | QF                     | 2nd                    | 1st                    | QF                     | QF                     | •                      | 3rd                    | 2nd              | 1st              | 3rd              | •                | •                | •                | •                | GS               | 1st              | 1st              | •                | 2nd              | 1st              | SF               | 2nd              | q                | 17      |
| Thụy Điển     | •                      | •                      | •                      | •                      | QF                     | •                      | SF                     | 2nd                    | •                      | •                | QF               | •                | •                | 4th              | •                | •                | SF               | •                | •                | 1st              | GS               | •                | •                | •                | •                | 8       |
| Thụy Sĩ       | •                      | •                      | •                      | •                      | •                      | •                      | •                      | •                      | •                      | •                | •                | •                | SF               | GS               | •                | •                | •                | 2nd              | •                | •                | •                | •                | GS               | QF               | •                | 5       |
| Thổ Nhĩ Kỳ    | •                      | •                      | •                      | •                      | •                      | •                      | •                      | •                      | •                      | •                | •                | GS               | •                | •                | •                | •                | •                | •                | •                | •                | •                | •                | •                | •                | •                | 1       |
| Ukraina       | Một phần của Liên Xô   | Một phần của Liên Xô   | Một phần của Liên Xô   | Một phần của Liên Xô   | Một phần của Liên Xô   | Một phần của Liên Xô   | Một phần của Liên Xô   | Một phần của Liên Xô   | ×                      | •                | •                | •                | •                | •                | 2nd              | •                | •                | GS               | •                | •                | •                | •                | •                | SF               | q                | 4       |
| Tổng cộng     | 8                      | 8                      | 8                      | 8                      | 8                      | 8                      | 8                      | 8                      | 8                      | 8                | 8                | 8                | 8                | 8                | 8                | 8                | 8                | 8                | 8                | 8                | 12               | 12               | 16               | 16               | 16               |         |

Chú thích
- 1 Bao gồm các kết quả đại diện cho Tiệp Khắc.
- 2 Bao gồm các kết quả đại diện cho Tây Đức.
- 3 Bao gồm các kết quả đại diện cho Liên Xô.
- 4 Bao gồm các kết quả đại diện cho Nam Tư và Serbia và Montenegro.

## Giải thưởng

### Cầu thủ xuất sắc nhất
| Năm  | Cầu thủ             |
| ---- | ------------------- |
| 1978 | Vahid Halilhodžić   |
| 1980 | Anatoliy Demyanenko |
| 1982 | Rudi Völler         |
| 1984 | Mark Hateley        |
| 1986 | Manuel Sanchis      |
| 1988 | Laurent Blanc       |
| 1990 | Davor Šuker         |
| 1992 | Renato Buso         |
| 1994 | Luís Figo           |
| 1996 | Fabio Cannavaro     |
| 1998 | Francesc Arnau      |
| 2000 | Andrea Pirlo        |
| 2002 | Petr Čech           |
| 2004 | Alberto Gilardino   |
| 2006 | Klaas-Jan Huntelaar |
| 2007 | Royston Drenthe     |
| 2009 | Marcus Berg         |
| 2011 | Juan Mata           |
| 2013 | Thiago Alcântara    |
| 2015 | William Carvalho    |
| 2017 | Dani Ceballos       |
| 2019 | Fabián              |
| 2021 | Fábio Vieira        |
| 2023 | Anthony Gordon      |

### Chiếc giày vàng
Được trao từ năm 2000, giải thưởng này được trao cho những cầu thủ ghi được nhiều bàn thắng nhất trong giải đấu. Từ năm 2013, có thêm giải thưởng Chiếc giày bạc và Chiếc giày đồng dành cho những cầu thủ có thành tích ghi bàn nhiều thứ 2 và thứ 3
| Năm  | Chiếc giày vàng                        | Số bàn | Chiếc giày bạc   | Số bàn | Chiếc giày đồng | Số bàn |
| ---- | -------------------------------------- | ------ | ---------------- | ------ | --------------- | ------ |
| 2000 | Andrea Pirlo                           | 3      |                  |        |                 |        |
| 2002 | Massimo Maccarone                      | 3      |                  |        |                 |        |
| 2004 | Alberto Gilardino                      | 4      |                  |        |                 |        |
| 2006 | Klaas-Jan Huntelaar                    | 4      |                  |        |                 |        |
| 2007 | Maceo Rigters                          | 4      |                  |        |                 |        |
| 2009 | Marcus Berg                            | 7      |                  |        |                 |        |
| 2011 | Adrián López                           | 5      |                  |        |                 |        |
| 2013 | Álvaro Morata                          | 4      | Thiago Alcântara | 3      | Isco            | 3      |
| 2015 | Jan Kliment                            | 3      | Kevin Volland    | 2      | John Guidetti   | 2      |
| 2017 | Saúl Ñíguez                            | 5      | Marco Asensio    | 3      | Bruma           | 3      |
| 2019 | Luca Waldschmidt                       | 7      | George Pușcaș    | 4      | Marco Richter   | 3      |
| 2021 | Lukas Nmecha                           | 4      | Patrick Cutrone  | 3      | Dany Mota       | 3      |
| 2023 | Sergio Gómez Abel Ruiz Heorhiy Sudakov | 3      |                  |        |                 |        |

## Đội hình tiêu biểu
Vào ngày 17 tháng 6 năm 2015, UEFA đã công bố đội hình xuất sắc mọi thời đại từ các vòng chung kết giải U-21 châu Âu trước đó.
| Thủ môn      | Hậu vệ                                                             | Tiền vệ                                    | Tiền đạo             |
| ------------ | ------------------------------------------------------------------ | ------------------------------------------ | -------------------- |
| Manuel Neuer | Mats Hummels Giorgio Chiellini Alessandro Nesta Branislav Ivanović | Frank Lampard Mesut Özil Andrea Pirlo Xavi | Francesco Totti Raúl |